# آرثر إيفانز (لاعب كرة قدم)
آرثر إيفانز (بالإنجليزية: Arthur Evans)‏ (1 يناير 1869 في المملكة المتحدة - ) هو لاعب كرة قدم بريطاني (وحمل سابقاً جنسية المملكة المتحدة لبريطانيا العظمى وأيرلندا) في مركز حراسة المرمى. لعب مع ستوك سيتي.